# Greeley (Colorado)
Greeley (auch Greely) ist eine Home Rule Municipality und die einwohnerreichste Stadt im Weld County im US-Bundesstaat Colorado. Das U.S. Census Bureau hat bei der Volkszählung 2020 eine Einwohnerzahl von 108.785 ermittelt. Die Stadt ist County Seat des Weld Countys. In Greeley ist die University of Northern Colorado angesiedelt.

## Geographie
Greeleys geographische Koordinaten sind 40° 25′ N, 104° 43′ W (40,415119, −104,723988). Der Ort liegt 1421 m über dem Meeresspiegel.
Nach den Angaben des United States Census Bureaus hat die Stadt eine Fläche von 77,7 [[km2]], wovon 77,4 km2 auf Land und 0,2 km2 (= 0,30 %) auf Gewässer entfallen.
Greeley grenzt im Süden an die Städte Evans und Garden City, die manchmal gemeinsam ungenau als Greeley bezeichnet werden. Greeley und Evans liegen am South Platte River, und der Cache la Poudre River fließt durch den Norden von Greeley. Oftmals wird angegeben, dass die Kreuzung der U.S. Highways 85 und 34 in Greeley liegt, obwohl diese sich tatsächlich in Evans befindet. In Greeley befindet sich der westliche Endpunkt der Colorado State Highway 263 und Colorado State Highway 392 führt an der nördlichen Stadtgrenze entlang. Außerdem führt Colorado State Highway 257 durch Greeley.

## Geschichte
1821 bereiste eine Expedition die Gegend des heutigen Weld County; man hielt diese allerdings für nicht bewohnbar. Dennoch entstand 1869 auf Betreiben der eigens zu diesem Zweck gegründeten Union Colony of Colorado eine erste Siedlung am Schnittpunkt der Eisenbahnlinie von Denver nach Cheyenne und dem Platte River. An der Gründung dieser Siedlung war auch ihr späterer Namensgeber Horace Greeley beteiligt, der den Ort allerdings nur einmal, im ersten Jahr seiner Besiedlung, persönlich besucht hatte. Zu dieser Zeit verfügte man dort unter anderem bereits über Straßen, Bewässerungskanäle und eine Zeitung. Greeley wurde 1886 zur Stadt erhoben; zu dieser Zeit hatte der Ort 2.177 Einwohner.

## Klima und Vegetation
Greeley liegt innerhalb einer trockenen Zone im Regenschatten der Rocky Mountains. Der Ort fällt bei Klimaklassifikation nach Köppen in die Zone BSk, ist also eine halbtrockene Steppenlandschaft. Im langjährigen Durchschnitt fallen jährlich rund 330 mm Niederschlag. Der Niederschlag fällt zwischen Mai und September durchweg als Regen und zwischen November und März als Schnee, wobei der früheste Schneefall am 10. September (1993) und der späteste Schnee am 21. Mai (2001) registriert wurde. Der schneereichste Monat ist üblicherweise der März, die stärksten Schneestürme ereignen sich jedoch in den Herbstmonaten. Die Bewohner Greeleys sehen sich etwa alle zehn bis fünfzehn Jahre mit extremen Schneefällen von bis zu 60 cm konfrontiert, wie etwa im Dezember 2006.
Die höchsten Temperaturen erreichen 32 °C im Sommer und 4 °C im Winter, wobei üblicherweise die wärmsten Tage etwa um die 3. Juliwoche und die niedrigsten Temperaturen im Januar auftreten. Die niedrigsten Werte in der Nacht schwanken zwischen 16 °C im Sommer und −9 °C im Winter. Es wurden Extremwerte von 40 °C im Sommer und −32 °C im Winter verzeichnet. Der erste Frost tritt gewöhnlich um den 10. Oktober auf und erst Anfang Mai sind die Nächte frostfrei. Außertropische Wirbelstürme, die das Wetter in den östlichen zwei Dritteln der Vereinigten Staaten beeinflussen, haben oft ihren Ursprung in Colorado oder in der Nähe dieses Bundesstaates, sodass Greeley nicht häufig unter den Einfluss voll entwickelter Sturmsysteme gerät. Warmfronten, Eisregen oder gefrierender Regen kommen hier somit nicht vor. Außerdem führt die Nähe der Stadt zu den Rocky Mountains und die niedrige Höhe im Vergleich zu den umliegenden Gebieten dazu, dass der Niederschlag gering ist, auch sind Gewitter und Tornados seltener als in den benachbarten Regionen. Dies ist außergewöhnlich, da das Gebiet im Grenzbereich zwischen Colorado, Nebraska und Wyoming zwischen sieben und neun Tage mit Hagel pro Jahr verzeichnet und in einer Zone mit der höchsten Tornado- und Hagelaktivität in den USA liegt.
Einige Tage im Winter und Frühling können äußerst warm und trocken sein. Der Chinook, ein föhnähnlicher Wind lässt die Temperaturen im Januar und Februar manchmal auf bis zu 21 °C und im April auf bis zu 32 °C steigen. Eine Temperaturspanne im Tagesverlauf von mehr als 20 °C ist nicht ungewöhnlich, vor allem im Frühling und Herbst. Ein rascher Temperatursturz ist ebenfalls normal; einem sonnigen Oktobernachmittag mit Temperaturen von 27 °C kann innerhalb von zwölf ein Schneesturm folgen, bei dem die Lufttemperaturen nur noch −2 °C erreichen.

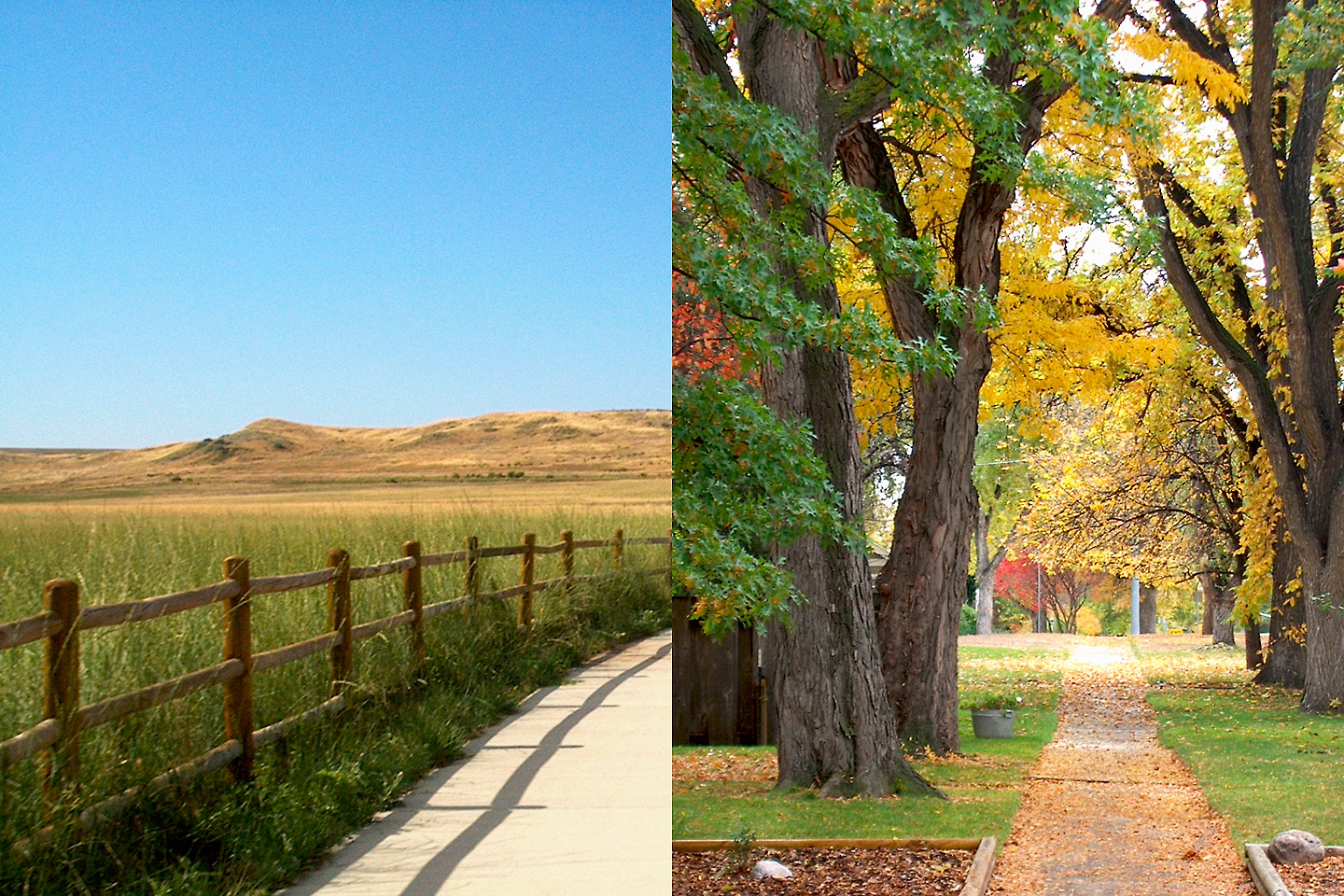
Vergleich zwischen der Vegetation in der Umgebung und dem durch die Bewässerung ermöglichten Baumbestand in Greeley

Trotz des trockenen Klimas wurde Greeley 1980 durch die National Arbor Day Foundation als Tree City USA ausgezeichnet. Viele der Straßen in der Stadt sind von hohen Bäumen gesäumt. Dies wurde durch Greeleys weitreichendes Bewässerungssystem erreicht; nur wenige der Bäume, die hier wachsen, sind in der Region tatsächlich heimisch. Zu den am weitesten verbreiteten Baum- und Straucharten Greeleys gehören Rot-Esche (Fraxinus pennsylvanica), Amerikanische Gleditschie (Gleditsia triacanthos), Ulmen, Pappeln, Rhusbäume, Linden, Kiefern, Blau-Fichte (Picea pungens), Apfelbäume, Gemeiner Flieder (syringa vulgaris), Trompetenbäume (Catalpa bignonioides), Schmalblättrige Ölweide (Elaeagnus angustifolia), Schwarznuss (Juglans nigra L.) und Wacholder. Dazu kommen exotischere Arten, wie etwa Blasenesche (Koelreuteria paniculata) und Stern-Magnolie (Magnolia stellata). Das Vorkommen von Obstbäumen dient eher der Zierde, darunter etwa Äpfel, Birnen (insbesondere Pyrus calleryana), verschiedene Sorten Pflaumen und Sauerkirschen. Pfirsich- und Aprikosenbäume gedeihen, tragen aber wegen des schnellen Sommeranfangs mit späten Frosteinbrüchen nur selten Früchte.

## Greeley im Blick der Schriftsteller
James A. Michener war 1936–1941 am Colorado State College of Education tätig. Während dieses Aufenthaltes in Greeley entwickelte er die Idee zu seinem Roman Die Colorado-Saga.
Der ägyptische Islamist Sayyid Qutb studierte 1949 am Colorado State College of Education. In seinem Werk The America I Have Seen porträtierte er Greeley 1951 als Brutstätte des Lasters, voll „nackter Beine“ und „tierähnlicher“ Vermengung der Geschlechter.

## Demographie
Zum Zeitpunkt des United States Census 2000 bewohnten Greeley 76.930 Personen. Die Bevölkerungsdichte betrug 993,4 Personen pro km2. Es gab 28.972 Wohneinheiten, durchschnittlich 374,1 pro km2. Die Bevölkerung Greeleys bestand zu 80,4 % aus Weißen, 0,87 % Schwarzen oder African American, 0,93 % Native American, 1,15 % Asian, 0,14 % Pacific Islander, 13,77 % gaben an, anderen Rassen anzugehören und 2,84 % nannten zwei oder mehr Rassen. 29,49 % der Bevölkerung erklärten, Hispanos oder Latinos jeglicher Rasse zu sein.
Die Bewohner Greeleys verteilten sich auf 27.647 Haushalte, von denen in 33,1 % Kinder unter 18 Jahren lebten. 48,7 % der Haushalte stellten Verheiratete, 10,8 % hatten einen weiblichen Haushaltsvorstand ohne Ehemann und 36,0 % bildeten keine Familien. 25,6 % der Haushalte bestanden aus Einzelpersonen und in 9,3 % aller Haushalte lebte jemand im Alter von 65 Jahren oder mehr alleine. Die durchschnittliche Haushaltsgröße betrug 2,63 und die durchschnittliche Familiengröße 3,19 Personen.
Die Bevölkerung verteilte sich auf 25,6 % Minderjährige, 19,0 % 18–24-Jährige, 27,3 % 25–44-Jährige, 18,0 % 45–64-Jährige und 10,2 % im Alter von 65 Jahren oder mehr. Das Durchschnittsalter betrug 28 Jahre. Auf jeweils 100 Frauen entfielen 96,1 Männer. Bei den über 18-Jährigen entfielen auf 100 Frauen 92,8 Männer.
Das mittlere Haushaltseinkommen in Greeley betrug 36.414 US-Dollar und das mittlere Familieneinkommen erreichte die Höhe von 45.904 US-Dollar. Das Durchschnittseinkommen der Männer betrug 32.800 US-Dollar, gegenüber 24.691 US-Dollar bei den Frauen. Das Pro-Kopf-Einkommen belief sich auf 17.775 US-Dollar. 16,9 % der Bevölkerung und 10,1 % der Familien hatten ein Einkommen unterhalb der Armutsgrenze, davon waren 18,4 % der Minderjährigen und 9,5 % der Altersgruppe 65 Jahre und mehr betroffen.
Aktualisierte, geschätzte Daten von 2015 findet man auf der Website des United States Census Bureau.

## Söhne und Töchter der Stadt
- Lawrence Henry Gipson (1880–1971), Historiker
- Ruth B. Drown (1892–1965), bedeutende Vertreterin in der Entwicklung der klassischen Radionik
- Marguerite Roberts (1905–1989), Drehbuchautorin
- Tom Johnson (1939–2024), Komponist
- Maggie Peterson (1941–2022), Schauspielerin und Sängerin
- Carol A. Mutter (* 1945), Lieutenant General des United States Marine Corps
- Roy Lewis Norris (1948–2020), Serienmörder
- Marilyn Musgrave (* 1949), Politikerin
- Karen Sheperd (* 1961), Schauspielerin, Stuntfrau und Kampfkünstlerin
- Andrew D’Angelo (* 1965), Jazzmusiker
- Amanda Peterson (1971–2015), Schauspielerin
- David Zellner (* 1974), Regisseur, Drehbuchautor
- Shane Carwin (* 1975), Mixed-Martial-Arts-Kämpfer
- Scott Humphries (* 1976), Tennisspieler
- Jason Smith (* 1986), Basketballspieler
- Trent Sieg (* 1995), American-Football-Spieler
- Trey McBride (* 1999), American-Football-Spieler